# Josep Lluís Pons i Gallarza
Josep Lluís Pons i Gallarza (Sant Andreu de Palomar, ara Barcelona, 24 d'agost de 1823 - Sóller, Mallorca, 22 d'agost de 1894) fou un poeta català i un dels impulsors dels Jocs Florals.

## Biografia
Fill de Josep Pons, de la ciutat de Palma, i de Maria Gallarza, de Madrid, Josep Lluís Pons i Gallarza va néixer el 24 d'agost de 1823 a Sant Andreu de Palomar, actualment Barcelona. Es llicencià en Filosofia i Lletres (1843) i Dret (1850) a Barcelona. El 1849 va ocupar la càtedra de Retòrica de l'Institut de Barcelona, i va ser un dels set primers mantenidors dels renovats Jocs Florals de Barcelona. El 1861 s'establí a Palma. Fou catedràtic d'Història i Geografia a l'Institut Balear, on va tenir una destacada tasca pedagògica. Entre els seus alumnes trobem Joan Alcover, Miquel Costa i Llobera, Miquel dels Sants Oliver, Mateu Obrador i Gabriel Maura.
El 1862 amb el poema "Lo treball de Catalunya" guanyà un premi als Jocs Florals convocats per l'Ateneu Català de la Classe Obrera. Va ser president de l'Ateneu Balear i va dirigir la Revista Balear i el Museu Balear. Al mateix temps de la seva continuada intervenció en la vida cultural mallorquina, es mantenia vinculat als Jocs Florals de Barcelona, que considerava una institució aglutinadora de tot el domini lingüístic català. Hi va obtenir nombrosos premis, fou nomenat Mestre en Gai Saber (1867) i va presidir les edicions de 1870 i 1878. El 1852 fou nomenat acadèmic de la Reial Acadèmia de Bones Lletres.

## Obra
Com a poeta, la seva reduïda obra es caracteritza per un marcat classicisme i perfeccionisme formal. La seva millor expressió es troba en les visions del paisatge mallorquí, com es pot veure en dos dels seus poemes més famosos, Los tarongers de Sóller i L'olivera mallorquina. La seva obra poètica fou recollida a Poesies catalanes (1892) i suposa la incorporació de la literatura mallorquina a la Renaixença.